# Othresypna perpunctosa
Othresypna perpunctosa är en fjärilsart som beskrevs av Emilio Berio 1973. Othresypna perpunctosa ingår i släktet Othresypna och familjen nattflyn. Inga underarter finns listade i Catalogue of Life.